# Храм Покрова Пресвятой Богородицы (Воскресенское, Ногинский район)
Церковь Покрова Пресвятой Богородицы — Русская Православная Церковь, Московская область, Богородский городской округ, Воскресенское, Богородское благочиние.

## История
История Покровской церкви в селе Воскресенское восходит к началу XVII века.
В 1634 году была возведена деревянная церковь во имя Покрова Пресвятой Богородицы.
В 1705 году церковь сгорела в результате удара молнии. Некоторые иконы и резные скульптуры Святителя Николая Чудотворца и Святой Параскевы были спасены от огня.
В 1706 году на месте пожара была построена новая деревянная церковь, которая выполняла функции летней церкви, т.е. служили в ней от Пасхи до Успения Богородицы.
В 1833—1848 годах построена новая каменная церковь, освященная во имя Покрова Пресвятой Богородицы. Храму повезло больше, чем многим другим в России — он почти не был разграблен, все его святыни сохранились до сего дня. В храме много прекрасных икон, которыми дорожат прихожане. Замечательная икона целителя Пантелейимона, перед образом которого висит лампада, изготовленная в память о короновании императора Николая II. Его написали на кипарисовой доске монахи Свято-Пантелеимонова монастыря на Святой горе Афон и привезли в Россию в конце прошлого века. Особое место занимает чудотворная икона «Целующий Христа Иудой». Когда-то он принадлежал Берлюковской пустыне. Местные жители спасли его, когда пустыни закрылись в 1920-х годах. Сейчас её можно увидеть в часовне святой мученицы Параскевы. Икона почиталась в этой местности; Местные мастера создали уникальную резную икону из дерева на аналогичную тему.
В храме чествуют одного человека за икону Богоматери «В поисках заблудшего», написанную в 1910 году для семьи Белкиных и подаренную храму семьей Белкиных. Белкины — представители местных производителей. Уроженцы этих мест, получив бесплатную и небольшую землю, занялись бизнесом и в конце XIX века основали первую шелковую фабрику в Дядькине. До революции здесь уже было 5 фабрик, 3 магазина и чайхана. Многие годы Белкины были покровителями (покровителями) храма. За это время для церкви было сделано много хорошего: на её средства была оборудована и отреставрирована церковь, заказаны богатые иконы. Поэтому семейный некрополь Белкиных находится в черте Покровской церкви.
После революции храм планировалось закрыть, но местным жителям удалось его отстоять. Тем не менее, он все же был закрыт в 1937 году, а за несколько лет до этого, в 1929 году, с колокольни храма были демонтированы все колокола.
Церковь была открыта в 1946 году. Богослужения проходили только в приделе. После 1979 года была восстановлена система отопления, бездействовавшая с дореволюционных времен. Осуществлена реставрация оригинальных фресок, написанных в несколько слоев. После раскрытия настенной живописи были обнаружены вбитые в стену, а иногда прямо в лики святых гвозди. Когда же росписи полностью отреставрировали и интерьер храма привели в порядок, взялись за восстановление его внешнего вида. Сияют покрытые медью купола, починена кровля, отреставрированы фасады — не узнать теперь храм! Светится он любовью и верой, тянутся сюда люди, и не только из ближнего Ногинска, из Москвы едут полюбоваться его красотой, поклониться его святыням.
При храме имеются часовни-столпы: в селе Авдотьино и в селе Марьино.

## Духовенство
- Настоятель храма — иерей Иоанн Бурлак[5]